# Hólúd
A hólúd (Chen rossii) a madarak osztályának a lúdalakúak (Anseriformes) rendjébe, ezen belül a récefélék (Anatidae) családjába tartozó faj.

## Rendszerezés
Egyes szerzők az Anser nemhez sorolják Anser rossii néven

## Előfordulása
Kanadától az Amerikai Egyesült Államokon keresztül Mexikóig honos, de kóborlásai során eljutott Európa nyugati részére is.

## Megjelenése
Testhossza 55-66 centiméter, testtömege pedig 1200–1600 gramm. Szárnyainak a végét kivéve tollainak a színe fehér. Csőre rövid és piros. A nemek hasonlóak.

## Életmódja
Növényi anyagokkal táplálkozik.

## Szaporodása
Talajmélyedésbe készíti fészkét, melyet levelekkel és pehelytollakkal bélel ki.

## További információk

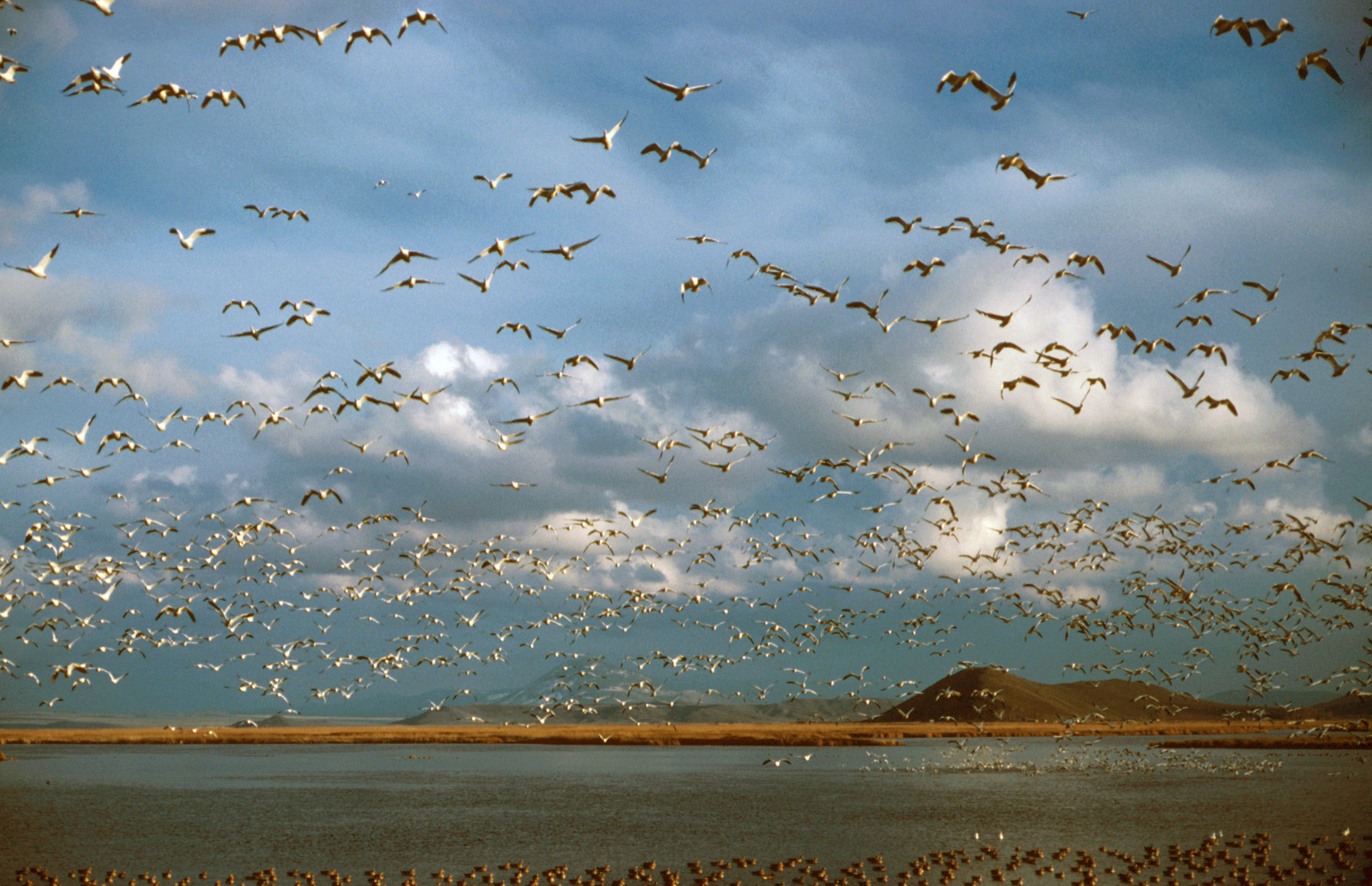
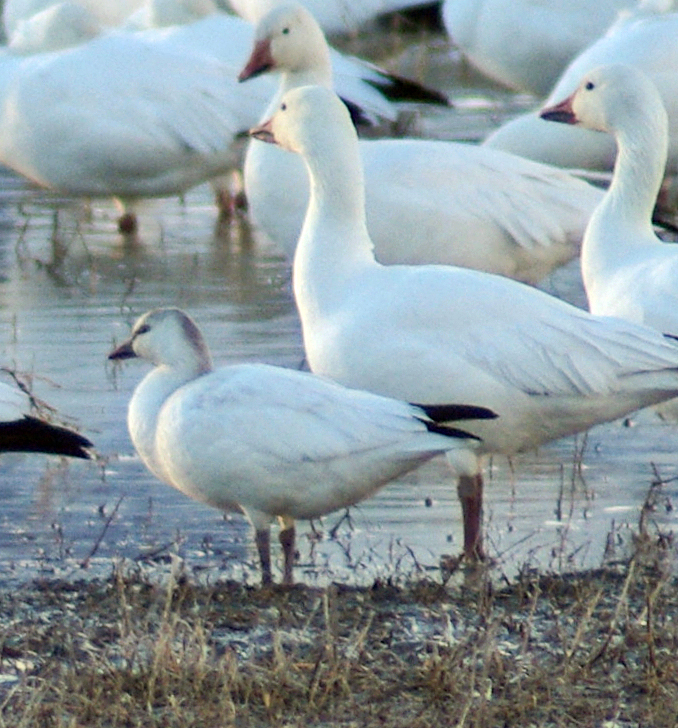
Hólúd és sarki ludak
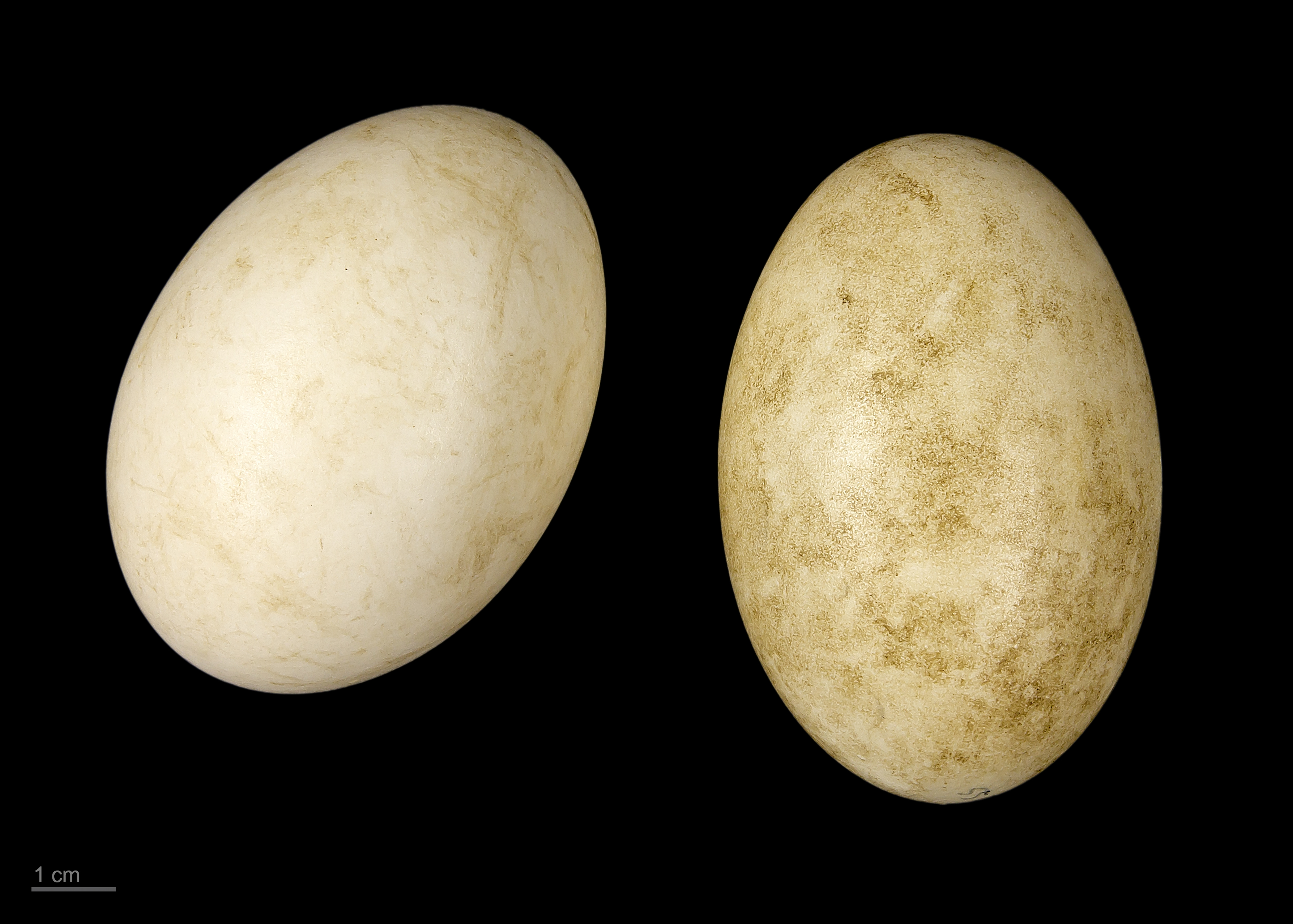
Museum specimen